# Celso Almuiña
Celso Jesús Almuiña Fernández (Garabelos, Mariz, Chantada, 1943) es un historiador español.

## Biografía
Natural de la aldea de Garabelos, en la parroquia de Mariz, en Chantada (provincia de Lugo), fue el hijo único de un molinero. Cursó el bachillerato en Orense, opositando posteriormente a maestro y obteniendo una plaza en la localidad soriana de Las Cuevas de Soria.
Licenciado y doctor en Historia por la Universidad de Valladolid, fue catedrático de Historia contemporánea en esta institución. Discípulo de Luis Miguel Enciso, se interesó también en la historia de la prensa, el periodismo y la opinión pública, fue promotor de la creación del Grado en Periodismo en la Facultad de Filosofía y Letras de Valladolid.
Tras su jubilación fue reconocido como catedrático emérito.